# أل كوبلي
أل كوبلي (بالإنجليزية: Al Copley)‏ هو موسيقي وعازف بيانو أمريكي، ولد في 1952 في بوفالو في الولايات المتحدة.

## وصلات خارجية
- أل كوبلي على موقع ميوزك برينز (الإنجليزية)
- أل كوبلي على موقع ديسكوغز (الإنجليزية)